# Prague Papers on the History of International Relations
Prague Papers on the History of International Relations je název mezinárodního recenzovaného odborného časopisu vycházejícího ve Vydavatelství Filozofické fakulty Univerzity Karlovy. Časopis ve své současné podobě je výsledkem spolupráce Ústavu světových dějin FF UK a Institutu pro východoevropské dějiny Fakulty historických a kulturních věd Vídeňské univerzity. Přináší především studie v oboru mezinárodních vztahů a jejich dějin vzešlé z per odborníků z celého světa. 
Jako všechny časopisy z produkce Vydavatelství Filozofické fakulty Univerzity Karlovy vychází i časopis Prague Papers on the History of International Relations od roku 2015 zcela v režimu Open Access a jeho digitální podoba je tedy čtenářům volně dostupná z webových stránek.